# Supermarine Stranraer
O Supermarine Stranraer foi um hidroavião britânico biplano bimotor, construído e desenvolvido nos anos 30 de acordo com a Especificação R.24/31 do Ministério do Ar, entrando em serviço a 16 de Abril de 1937. Esta aeronave marcou o fim do desenvolvimento de hidroaviões biplanos para a Real Força Aérea. Muitos ainda estavam em serviço quando a Segunda Guerra Mundial começou, tendo sido chamada para o esforço de guerra servindo como aeronave de patrulha de comboios transcontinentais, que levavam recursos até à Grã-Bretanha, e escolta de navios anti-submarino. Dispensado da linha da frente em Março de 1941, continuou a ser usado como aeronave de treino até Outubro de 1942.
A estrutura era composta principalmente por Duralumínio, com o casco coberto com uma folha metálica, e as asas com uma fibra de tecido. 17 exemplares foram construídos na Bretanha e mais 40 no Canadá, servindo a Royal Canadian Air Force até 1945. Alguns exemplares foram para a aviação civil após a guerra.

## Países operadores
- Canadá
- Inglaterra